# لوكا بيرسوفاسا
لوكا بيرسوفاسا (بالإنجليزية: Luca Bercovici)‏ هو كاتب سيناريو ومخرج وممثل أمريكي، ولد في 22 فبراير 1957 بنيويورك في الولايات المتحدة.

## وصلات خارجية
- لوكا بيرسوفاسا على موقع IMDb (الإنجليزية)
- لوكا بيرسوفاسا على موقع ألو سيني (الفرنسية)
- لوكا بيرسوفاسا على موقع أول موفي (الإنجليزية)
- لوكا بيرسوفاسا على موقع قاعدة بيانات الأفلام السويدية (السويدية)
- لوكا بيرسوفاسا على موقع قاعدة بيانات الفيلم (الإنجليزية)
- لوكا بيرسوفاسا على موقع كينوبويسك (الروسية)